# Subdivisões de Ruanda

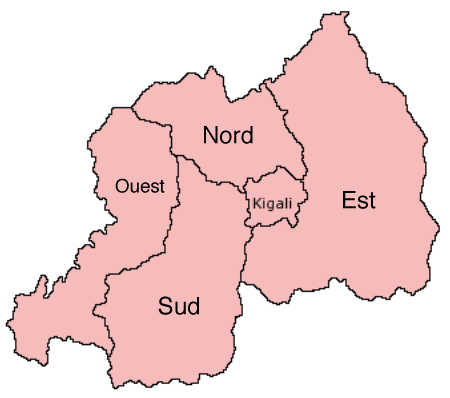
Províncias do Ruanda a partir de janeiro de 2006

O Ruanda está dividido em 5 províncias (intara), as quais estão divididas em  30 distritos (akarere), que por sua vezes estão compartimentados em 418 municípios (umujyi). As intara são:
- Quigali
- Norte
- Sul
- Oeste
- Oriental

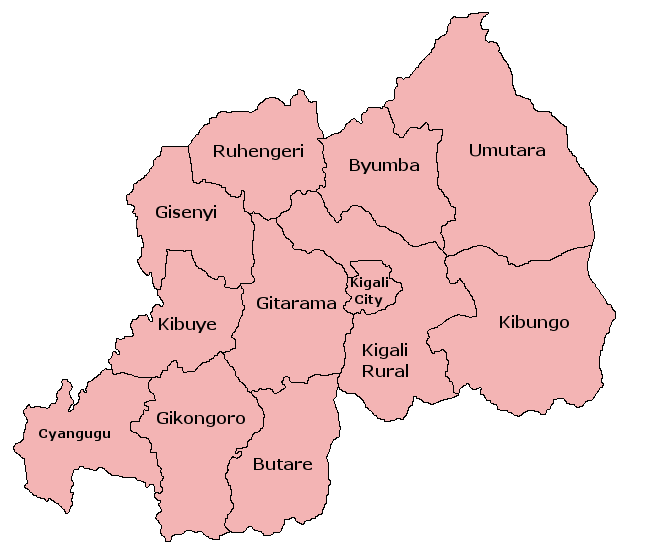
Províncias do Ruanda até janeiro de 2006

Antes de Janeiro de 2006, o Ruanda estava dividido em 12 intara, partidos em 160 akarere, que foram compartimentados em 1545 umujyi, foram ainda divididos em 9165 partes. As intara eram:
- Butare
- Biumba
- Ciangugu
- Guicongoro
- Guissenhi
- Gitarama
- Quibungo
- Quibuie
- Quigali
- Quigali Rural
- Ruengueri
- Umutara

## História
- 1946: Sob administração belga, a Ruanda foi divida em 8 territórios (territoires): Astrida, Biumba, Quibungo, Quigali, Guissenhi, Nianza, Ruengueri e Ciangugu;
- 1959: Criação da prefeitura de Gitarama;
- 1996: A prefeitura de Quigali foi dividida em Quigali-Vila e Quigali-Rural;
- 19 de abril de 1996: Ruanda foi reorganizada, a prefeitura de Umutara foi criada com  partes de Biumba e Quibungo;
- 15 de fevereiro de 2001: Entram em vigor leis estabelecendo as funções das províncias e de Quigali,
- 1 de janeiro de 2002: O status das prefegitura (prefeitura; francês:préfectures) alterado para intara (províncias);
- 1 de janeiro de 2006: Ruanda é reorganizada de 12 para 5 províncias.

## Ligações Externas
- Mapa administrativo do Ruanda, no sítio do ministério do poder local, desenvolvimento das comunidades e assuntos sociais (MINALOC)
- statoids.com